# Jeziorko (Minoga)
Jeziorko – część wsi Minoga w Polsce, położona w województwie małopolskim, w powiecie krakowskim, w gminie Skała.
W latach 1975–1998 Jeziorko administracyjnie należało do województwa krakowskiego.